# Club Social y Deportivo Colo-Colo
Il Club Social y Deportivo Colo-Colo, abbreviato in Colo-Colo, è una società calcistica di Santiago del Cile, militante nella Primera División, la massima divisione del campionato cileno. Gioca le partite casalinghe allo stadio Monumental David Arellano, impianto da 47 017 posti a sedere situato a Macul, un sobborgo di Santiago.
È la squadra più titolata del Cile, avendo vinto 34 campionati nazionali di prima divisione, 14 Coppe del Cile e 4 Supercoppe del Cile ed essendo l'unica compagine cilena ad aver vinto la Coppa Libertadores, nel 1991. La squadra veste solitamente maglia bianca, calzoncini neri e calzettoni bianchi ed è conosciuta coi soprannomi di Cacique, Albos ed Eterno Campeón.
Prende il nome dal capo mapuche Colocolo.

## Storia
La società nacque quando undici giocatori del Magallanes lasciarono la loro società. Gli undici erano i fratelli Arellano, David e Francisco, Juan Quiñones (che decise i colori sociali e la divisa), Luis Contreras (che decise il nome), Rubén e Nicolás Arroyo, Clemente Acuña, Guillermo Garcés, Rubén Sepúlveda, Eduardo Stavelton e Luis Mancilla.
Il Colo-Colo ha avuto nel corso della propria storia ottime squadre, che hanno giocato due volte la finale di Coppa Libertadores. Nel 1991 vinse la Coppa, sotto la guida di Mirko Jozić. Nel 2005 la denominazione del club fu mutata in Sociedad Anónima Deportiva (società sportiva anonima, S.A.D.), diretta dalla Blanco y Negro S.A. (Bianco e Nero è riferito ai colori della squadra).

## Colori e stemma
Il grande capo Mapuche, Colocolo, presente sullo stemma ufficiale, è il simbolo del coraggio eroico, del valore e della speranza: un capo che combatté, senza mai arrendersi, e senza mai perdere, contro gli Spagnoli. I colori sociali (bianco e nero) rivelano il pensiero dei fondatori: "La maglietta bianca sta a simboleggiare la purezza dei princìpi e delle intenzioni, e il nero dei pantaloncini rivela la determinazione che ci porta a combattere sempre lealmente per la vittoria".

## Presidenti
| - 1925-1926: Alberto Parodi - 1926-1926: Tomás Olivo - 1926-1928: Carlos Bello - 1928-1929: Carlos Cariola - 1929-1930: Carlos Concha - 1930-1931: Gonzalo Debesa - 1931-1932: Fernando Larraín - 1932-1933: Tomás Olivo - 1933-1934: Waldo Sanhueza - 1934-1935: Robinson Álvarez - 1936-1937: Alfonso Silva - 1937-1939: Ernesto Blake - 1939-1942: Robinson Álvarez - 1942-1943: Tomás Olivo - 1943-1949: Robinson Álvarez - 1949-1951: Hugo Larraín - 1951-1953: Pedro Foncea - 1953-1962: Antonio Labán - 1962-1964: Jovino Novoa Vidal - 1964-1968: Guillermo Herrera - 1968-1969: Guillermo Ferrer |  | - 1969-1976: Héctor Gálvez - 1976-1978: Javier Vial - 1978-1979: Luis Alberto Simián - 1979-1979: Miguel Balbi - 1980-1984: Alejandro Ascuí - 1984-1984: Patricio Vildósola - 1985-1985: Naín Rostión - 1986-1991: Peter Dragicevic - 1991-1994: Eduardo Menichetti - 1994-2002: Peter Dragicevic - 2002-2003: Juan Carlos Saffie - 2003-2004: Francisco Goñi - 2004-2005: Patricio Jamarne - 2005-2007: Cristián Varela - 2007-2010: Gabriel Ruiz-Tagle - 2010-2011: Guillermo Mackenna - 2011-2012: Hernan Levy - 2012-2013: Carlos Tapia - 2013-2015: Arturo Salah - 2015-2018: Aníbal Mosa - 2018-2020: Gabriel Ruiz-Tagle - 2020-: Edo Mario Azzimonti |

## Calciatori

### Vincitori di titoli
Campioni del Sudamerica
- Andrés Scotti (Argentina 2011)
- Juan Castillo (Argentina 2011)
- Jean Beausejour (Cile 2015 e Cile 2015)
- Paulo Garcés (Cile 2015)

## Palmarès

### Competizioni nazionali
- Campionato cileno: 34

1937, 1939, 1941 (imbattuto), 1944, 1947, 1953, 1956, 1960, 1963, 1970, 1972, 1979, 1981, 1983, 1986, 1989, 1990, 1991, 1993, 1996, 1997 (Clausura), 1998, 2002 (Clausura), 2006 (Apertura e Clausura), 2007 (Apertura e Clausura), 2008 (Clausura), 2009 (Clausura), 2013-2014 (Clausura), 2015-2016 (Apertura), 2017 (Transición), 2022, 2024
- Copa Chile: 14

1958, 1974, 1981, 1982, 1985, 1988, 1989, 1990, 1994, 1996, 2016, 2019, 2021, 2023
- Supercopa de Chile: 4

2017, 2018, 2022, 2024

### Competizioni regionali
- Campionato lega centrale di calcio di Santiago (dilettantistico): 3

1925, 1928, 1929
- Campionato Associazione di calcio di Santiago (dilettantistico): 1

1930

### Competizioni internazionali
- Coppa Libertadores: 1  (record cileno)

1991
- Recopa Sudamericana: 1  (record cileno)

1992
- Coppa Interamericana: 1

1991

### Competizioni giovanili
- Torneo Internazionale Città di Gradisca - Trofeo Nereo Rocco: 3

1994, 2010, 2012

## Tifosi
La tifoseria più appassionata è quella degli hinchada o barra ed è conosciuta col nome di Garra Blanca (Artiglio Bianco). Si tratta del più grande gruppo organizzato in Cile insieme ai tifosi degli arcirivali dell'Universidad de Chile. La Garra Blanca è nota in quanto segue la propria squadra in ogni città e in ogni stadio in cui il Colo-Colo gioca. Inoltre la Garra è la più vecchia barra brava del paese.

## Organico

### Rosa 2024
| N. |                      | Ruolo | Calciatore         |
| -- | -------------------- | ----- | ------------------ |
| 1  | Cile (bandiera)      | P     | Brayan Cortés      |
| 2  | Cile (bandiera)      | D     | Jeyson Rojas       |
| 3  | Cile (bandiera)      | D     | Daniel Gutiérrez   |
| 4  | Uruguay (bandiera)   | D     | Alan Saldivia      |
| 5  | Argentina (bandiera) | C     | Leonardo Gil       |
| 7  | Cile (bandiera)      | C     | Carlos Palacios    |
| 8  | Cile (bandiera)      | C     | Esteban Pavez      |
| 9  | Cile (bandiera)      | A     | Damián Pizarro     |
| 10 | Cile (bandiera)      | C     | Pablo Parra        |
| 11 | Cile (bandiera)      | C     | Marcos Bolados     |
| 12 | Cile (bandiera)      | P     | Eduardo Villanueva |
| 14 | Cile (bandiera)      | D     | Cristián Zavala    |
| 15 | Siria (bandiera)     | D     | Emiliano Amor      |
| 16 | Cile (bandiera)      | D     | Óscar Opazo        |

| N. |                      | Ruolo | Calciatore         |
| -- | -------------------- | ----- | ------------------ |
| 20 | Cile (bandiera)      | A     | Alexander Oroz     |
| 21 | Cile (bandiera)      | D     | Erick Wiemberg     |
| 22 | Cile (bandiera)      | A     | Leandro Benegas    |
| 23 | Cile (bandiera)      | C     | Arturo Vidal       |
| 26 | Argentina (bandiera) | C     | Matías Moya        |
| 27 | Cile (bandiera)      | C     | Diego Plaza        |
| 29 | Paraguay (bandiera)  | A     | Guillermo Paiva    |
| 30 | Cile (bandiera)      | P     | Fernando de Paul   |
| 31 | Cile (bandiera)      | P     | Omar Carabalí      |
| 32 | Cile (bandiera)      | A     | Lucas Cepeda       |
| 33 | Argentina (bandiera) | D     | Ramiro González    |
| 34 | Cile (bandiera)      | C     | Vicente Pizarro    |
| 37 | Uruguay (bandiera)   | C     | Maximiliano Falcón |

### Stagioni passate
- 1991